# Bezirk Windischgraz

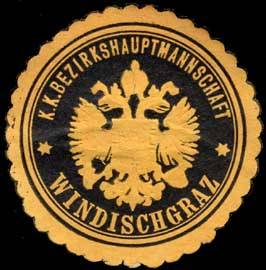
Bezirkshauptmannschaft Windischgraz – Siegelmarke

Der Bezirk Windischgraz (slowenisch okraj Slovenji Gradec) war ein Politischer Bezirk in der Steiermark. Er umfasste mit den Gebieten der Gerichtsbezirke Mahrenberg (Radlje ob Dravi), Schönstein (Šoštanj) und Windischgraz (Slovenj[i] Gradec) den nordwestlichen Teil der Untersteiermark. Sitz der Bezirkshauptmannschaft war Windischgraz.
Das Gebiet wurde nach dem Ersten Weltkrieg im Zuge des Vertrags von Saint-Germain 1919 Jugoslawien zugeschlagen und ist seit 1991 Teil der Republik Slowenien.

## Geschichte
Die modernen, politischen Bezirke der Habsburgermonarchie wurden um das Jahr 1868 im Zuge der Trennung der politischen von der judikativen Verwaltung geschaffen.
Der Bezirk Windischgraz wurde 1868 aus den Gerichtsbezirken Mahrenberg slowenisch Radlje ob Dravi, Schönstein (Šoštanj) und Windischgraz (Slovenj(i) Gradec) gebildet, wobei der Bezirk eine Fläche von 14,3 Quadratmeilen mit einer Bevölkerung von 39.631 Personen umfasste.
1890 lebten im Bezirk Windischgraz insgesamt 42.266 Personen in 7.020 Häusern, wobei von der anwesenden Bevölkerung 50,6 % Frauen und 49,4 % Männer gezählt wurden. Konfessionell bestand die Bevölkerung zu 99,9 & aus Katholiken, sprachlich setzte sich die Bevölkerung aus 35.214 Slowenischsprachigen und 6.871 Deutschsprachigen zusammen.
1910 lebten im Bezirk 43.420 Menschen auf einer Fläche von 834,27 km². Von der anwesenden Bevölkerung gaben 35.885 Menschen Slowenisch (82,6 %) als Umgangssprache an, 7.241 nannten Deutsch (16,7 %) als ihre Umgangssprache. Weiters waren 43.271 Personen katholischen, 144 evangelischen und 2 israelitischen Glaubens.
Durch die Grenzbestimmungen des am 10. September 1919 abgeschlossenen Vertrages von Saint-Germain wurde der Bezirk Windischgraz großteils dem Königreich Jugoslawien zugewiesen. Lediglich die Gemeinde Soboth sowie Teile der Ortsgemeinden Oberfeising, Pernitzen und Sankt Primon ob Hohenmauthen (Alle Teil des Gerichtsbezirks Mahrenberg) verblieben bei Österreich.
Per 1. Jänner 1928 wurden Soboth sowie die aus den übrigen Ortsteilen gebildeten Gemeinden Laaken und Rothwein sowie das der Gemeinde Stammeregg zugewiesene Teilstück der Katastralgemeinde Heiligendreikönig der ehemaligen Gemeinde Oberfeising dem Gerichtsbezirk Eibiswald zugewiesen.